# ドルーリーズブラフの戦い
ドルーリーズブラフの戦い（ドルーリーズブラフのたたかい、英:Battle of Drewry's Bluff、またはダーリング砦の戦い、英:Battle of Fort Darling、またはドルーリー砦の戦い、英:Battle of Fort Drewry）は、南北戦争初期の1862年5月15日、バージニア州チェスターフィールド郡で、半島方面作戦の一部として行われた戦闘である。鉄装甲艦USSモニターやUSSガリーナを含む5隻の北軍海軍の砲艦がジェームズ川を遡り、アメリカ連合国の首都リッチモンドの防御度を試そうとした。この戦隊は水面下の障害物に苦しめられ、ドルーリーズブラフ砲台からの恐ろしく正確な砲撃に遭ってガリーナが大破した。北軍戦隊は撤退した。

## 背景

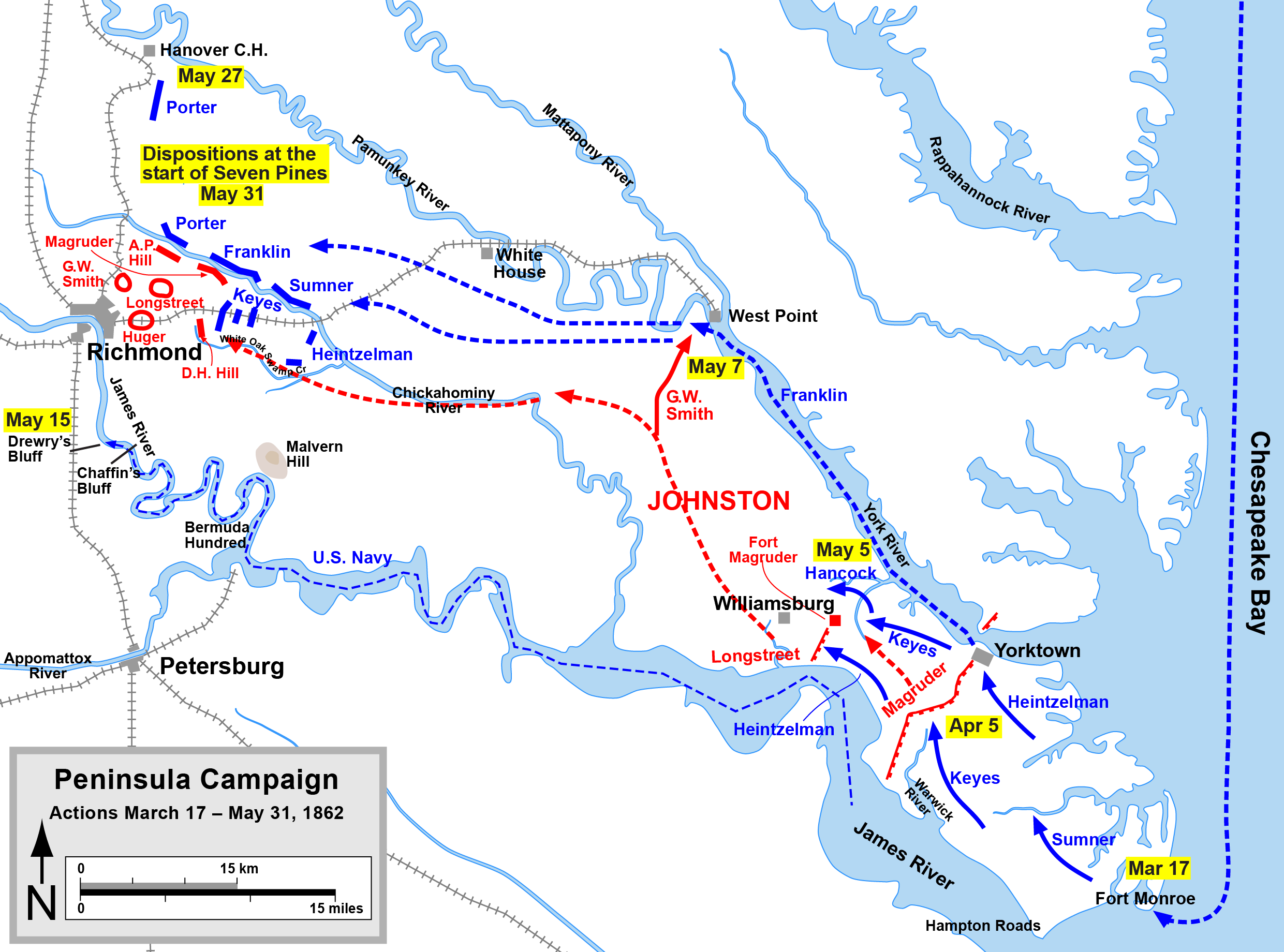
半島方面作戦、セブンパインズの戦いまでの概要図
南軍
北軍

1862年春、北軍のジョージ・マクレラン少将はリッチモンドに対する水陸共同作戦を発し、モンロー砦で上陸してバージニア半島を北西に進軍した。ヨークタウンの陥落後、南軍ジョセフ・ジョンストン将軍は半島を遡って後退し、連合国海軍の装甲艦CSSバージニアのみがジェームズ川下流やノーフォークの北軍による占領を妨げる存在だった。5月10日、南軍ベンジャミン・フーガー少将がノーフォークの守備隊を撤退させたとき、海軍将官ジョサイア・タットノールはジェームズ川をリッチモンドへ向かう浅い水路ではバージニアを航行できないと判断し、5月11日に捕獲されるの避けるためにクラニー島沖で自沈させた。このことでジェームズ川はハンプトン・ローズにいた北軍砲艦の自由になることになった。
川からリッチモンドに接近する場合の唯一の障害は、リッチモンドから7マイル (11 km)下流の鋭角な川の屈曲部を見下ろすドルーリーズブラフ（崖）の上にあるダーリング砦だった。南軍守備隊には海兵、水兵および陸軍兵がおり、海軍中佐エベネザー・ファランドとサウスサイド重装砲兵隊陸軍大尉オーガスタス・H・ドルーリー（その名前を持つ資産の所有者）が監督していた。砦にある大砲は8門であり、野砲もあれば、5門の艦載砲もあり、そのうちの幾つかはバージニアから引き上げてきたもので、川の上下流両方向に数マイルを守っていた。CSSパトリック・ヘンリーから持ってきた大砲には8インチ滑腔砲が含まれ、川のすぐ上流に置かれ、狙撃兵達が川岸に集合していた。水面下には沈められた蒸気船、杭、瓦礫および他の船舶が崖の真下に鎖で繋がれ、狭い川で艦船の操船を困難にしていた。

## 戦闘

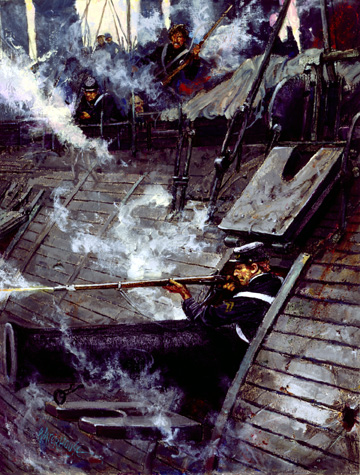
USSガリーナから発砲するジョン・F・マッキー伍長

5月15日、北軍北大西洋封鎖戦隊の海軍中佐ジョン・ロジャーズが指揮する分遣隊がモンロー砦からジェームズ川を遡りリッチモンドの防御度を試そうとした。この戦隊には鉄装甲艦USSモニター（ウィリアム・N・ジェファーズ海軍大尉指揮）、USSガリーナ（旗艦）、スクリュー推進砲艦USSアルーストック、外輪船USSポートロイヤルおよび2軸スクリュー鉄装甲艦USSノーガタックで構成された。
午前7時45分、ガリーナが砦から600ヤード (540 m)以内に接近し投錨したが、ロジャーズが発砲できる前に南軍の砲弾2発が装甲の薄い艦体を貫通した。戦闘は3時間以上におよび、その間にほとんど留まったままだったガリーナは45発の砲弾を受けた。その乗組員の報告では14名が戦死または致命傷、10名が負傷という損失になった。モニターもしばしば目標にされたが、その厚い装甲で持ち堪えた。その乗組員にとって不幸なことに、搭載砲が川面から110フィート (33 m)の高さにある南軍の砲台まで打ち上げられなかった。ノーガタックはその100ポンド・パロット施条砲が暴発した時に後退した。2隻の木製砲艦は大型大砲の射程外に留まっていたので無事だったが、ポートロイヤルの艦長が狙撃兵の銃撃で負傷した。午前11時頃、北軍戦隊はシティポイントまで撤退した。

## 戦闘の後
ドルーリーズブラフ上の重厚な砦がアメリカ連合国の首都から7マイル (11 km)手前で北軍戦隊の侵攻を止め、損失は7名の戦死、8名の負傷に留まった。リッチモンドは安泰となった。ロジャーズはマクレランに、海軍がリッチモンドから10マイル (16km)以内に陸軍を上陸させることは可能だと報告したが、陸軍がこの観測を自軍の利点にすることは無かった。
この地域では1864年から1865年のピーターズバーグ包囲戦の間に再度戦闘があった。
ドルーリーズブラフの戦いに参加したジョン・F・マッキー伍長は海兵で初の名誉勲章受章者となった。